# Kerry Mills
Kerry Mills, né le 1er février 1869 à Philadelphie (Pennsylvanie) était un compositeur américain de ragtime. Il est considéré comme un des précurseurs du genre, grâce au succès des "cakewalk" et des marches qu'il composa à la fin du XIXe siècle. Il est l'auteur du célèbre "At A Georgia Camp Meeting", en 1897. Mills composa une centaine de pièces, dont beaucoup de musique pour chansons. Il décéda le 5 décembre 1948 en Californie, à l'âge de 79 ans.

## Liste des compositions instrumentales
- 1895 : Rastus on Parade - Characteristic Two Step March for PianoAt A Georgia Camp Meeting (1897) Whistling Rufus (1899)

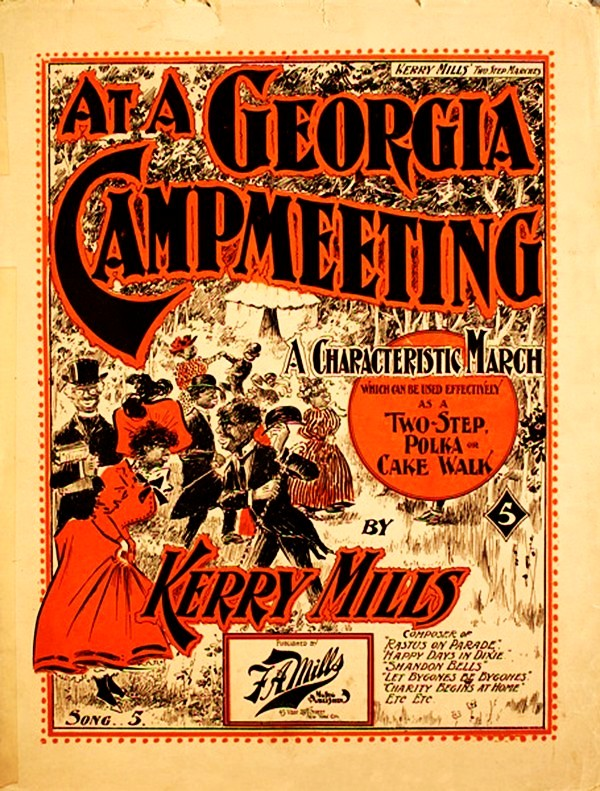
At A Georgia Camp Meeting (1897)

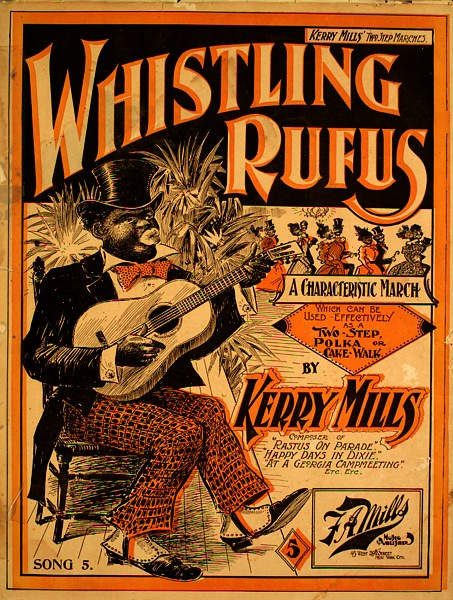
Whistling Rufus (1899)

- 1895 : Shandon Bells - Two Step March
- 1896 : Happy Days in Dixie - Characteristic March
- 1897 : At A Georgia Camp Meeting - A Characteristic March
- 1899 : Whistling Rufus - Characteristic Two Step March, Polka & Cakewalk
- 1899 : Impecunious Davis - A Characteristic March
- 1900 : Kerry Mills Medley - Themes from Previous Cake Walk and Songs
- 1902 : Harmony Moze - Characteristic Two Step
- 1903 : Valse Hèléne
- 1903 : Petite Causerie - A Quiet Chat
- 1903 : Valse Primrose - Les Primevères
- 1903 : 'Leven Forty-Five From The Hotel - Two Step March
- 1903 : Me and Me Banjo - Characteristic
- 1906 : Old Heidelberg: - Characteristic Two Step March
- 1907 : Red Wing - An Indian Intermezzo
- 1908 : Kerry Mills Barn Dance
- 1908 : Sun Bird - Intermezzo
- 1908 : Hallie (A Little Romance)
- 1908 : Sweet Sixteens - March
- 1909 : Kerry Mills Rag Time Dance
- 1909 : A Georgia Barn Dance
- 1909 : The Scarf Dancer - A Novelty Two Step
- 1909 : Lily of the Prairie - Two Step Intermezzo
- 1909 : Sicilian Chimes - Reverie
- 1909 : Kerry Mills Potpourri
- 1910 : That Fascinating Ragtime Glide
- 1910 : Valley Flower - Intermezzo
- 1910 : Kerry Mills Palmetto Slide
- 1910 : The Wyoming Prance - A Rag Time Two Step
- 1914 : Kerry Mills Turkey Trot
- 1914 : Kerry Mills Fox Trot
- 1918 : Snooky Hollow - Intermezzo
- 1919 : Tokio - Fox Trot on Chorus from Geisha Girl